# 량산 이족 자치주
량산 이족 자치주(양산이족자치주, 중국어 간체자: 凉山彝族自治州, 병음: Liángshān Yízú Zìzhìzhōu, 쓰촨 이어: ꆃꎭꆈꌠꊨꏦꏱꅉꍏ niep sha nuo su zyt jie jux dde zho)는 중화인민공화국 쓰촨성에 있는 자치주이다. 량산은 면적이 60.423 km2이상이고 인구는 521만 명(2017년)이다. 중국에서 가장 큰 이족 자치 지역이다.

## 지리
쓰촨 성 최남단에 있으며, 북쪽은 쓰촨 성 간쯔 티베트족 자치주, 야안 시 등과 접하며, 남서와 남동은 윈난성에 둘러싸여 있다. 중앙을 야룽강, 남쪽 경계를 진사강, 북쪽 경계를 다두허가 흘러 주 경계의 대부분은 산악 지대이다. 북부의 다량 산이 예부터 「로로」라고 불린 이족의 땅이었다.

## 역사
진대 이전에는 공도국(邛都国) 또는 공도부락으로 불렸고, 한대에는 월수군, 수당시대에는 수주(巂州)로 불렸으며, 남조 지배하에서는 건창부(建昌府)가 되었다. 원나라는 라라사선위사(羅羅斯宣慰司)를 설치했고, 명대에는 사천행도사(四川行都司)에 속했다. 청대에는 영원부(寧遠府), 중화민국 때는 영속(寧属)으로 불렸다.
1950년 3월에 시창이 점령되었고 연말에는 시창 지구 전원공서(西昌地区専員公署)가 설치되었다. 1952년 4월 시창 지구에서 다량산 지구를 분리해 량산 이족 자치구를 신설하는 것이 결정되어 모두 시캉 성에 속했다. 1955년 10월, 시캉 성이 폐지되었기 때문에, 쓰촨 성에 속했다. 1990년 시창 지구와 량산 이족 자치주를 합병하고, 시창 시를 수도로 하는 새로운 량산 이족 자치주가 설치되었다.

## 행정 구역

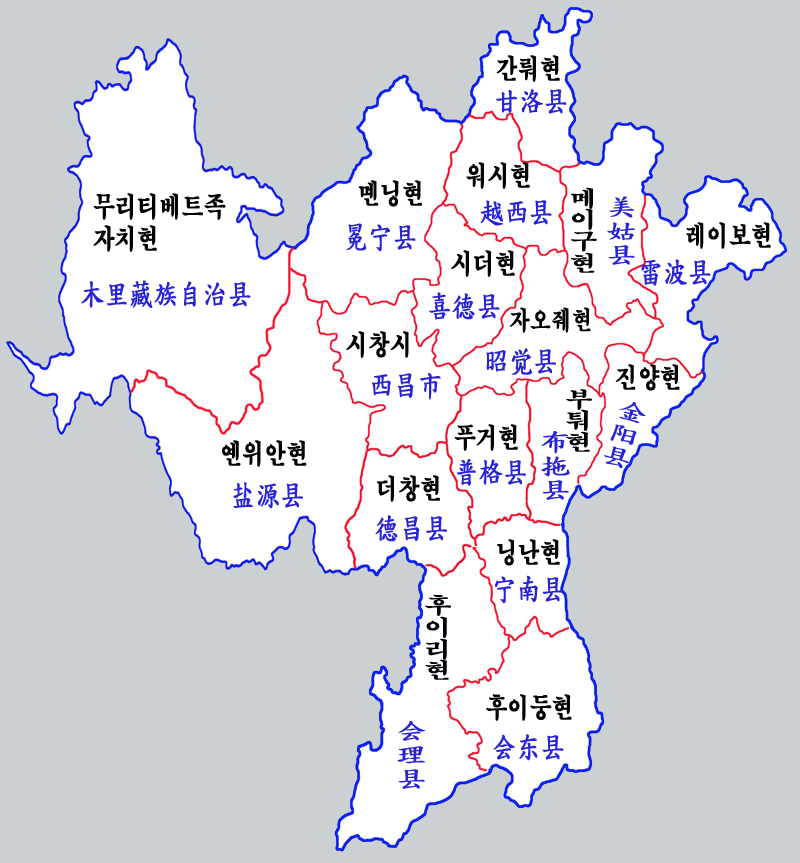
량산 이족 자치주 현급 행정구역도

량산 이족 자치주는 1개의 현급시 14개의 현 1개의 자치현을 관할한다
현급시
- 시창 시(西昌市)

현
- 옌위안 현(盐源县)
- 더창 현(德昌县)
- 후이둥 현(会东县)
- 닝난 현(宁南县)
- 푸거 현(普格县)
- 부퉈 현(布拖县)
- 진양 현(金阳县)
- 자오줴 현(昭觉县)
- 시더 현(喜德县)
- 몐닝 현(冕宁县)
- 웨시 현(越西县)
- 간뤄 현(甘洛县)
- 메이구 현(美姑县)
- 레이보 현(雷波县)
- 후이리 현(会理县)

자치현
- 무리 티베트족 자치현(木里藏族自治县)

## 2000년의 량산이주 자치주의 민족 조사
| 민족     | 인구      | %      |
| -------- | --------- | ------ |
| 한족     | 2,121,231 | 51.97% |
| 이족     | 1,813,683 | 44.43% |
| 티베트족 | 60,679    | 1.49%  |
| 몽골족   | 27,277    | 0.67%  |
| 후이족   | 18,385    | 0.45%  |
| 먀오족   | 11,912    | 0.29%  |
| 리수족   | 9,121     | 0.22%  |
| 부예이족 | 5,459     | 0.13%  |
| 나시족   | 5,199     | 0.13%  |
| 기타     | 8,751     | 0.22%  |